# Salif Keïta
Salif Keïta (Djoliba, 25 agosto 1949) è un cantante maliano.
È stato nominato Golden Voice of Africa.
Discendente diretto del fondatore dell'impero del Mali, Sundjata Keïta, secondo il sistema castale maliano Salif Keïta non sarebbe dovuto diventare un cantante.
A causa del suo albinismo venne emarginato dalla sua famiglia e dalla sua comunità, poiché questa condizione è un segno di sfortuna nella cultura Mandinga.

## Biografia
Nel 1967 lascia Djoliba per trasferirsi a Bamako, dove aderisce al gruppo Super Rail Ban. Nel 1973 Keita si unisce al gruppo "Les Ambassadeurs". 
Per sfuggire ai disordini politici della metà degli anni 70 Salif Keita e Les Ambassadors si rifugiano ad Abidjan in Costa d'Avorio ed in seguito cambiano il nome del gruppo in Les Ambassadeurs Internationales. La fama di Les Ambassadeurs Internationales è cresciuta a livello internazionale negli anni settanta e nel 1977 Keita riceve un premio nazionale dal presidente della Guinea, Sékou Touré.
Nel 1984 Keïta si trasferì a Parigi per raggiungere un pubblico più vasto. 
Il suo stile unisce la musica tradizionale mandingo con stili musicali sia dell'Europa che delle Americhe,  pur mantenendo uno stile islamico. Nei lavori di Keïta gli strumenti musicali che vengono comunemente utilizzati sono balafons, djembes, chitarre, koras, organi, sassofoni, e sintetizzatori.

## Discografia
- Soro - 1987 - Mango
- Ko-Yan - 1989 - Mango
- Amen - 1991 - Mango Amen
- Destiny of a Noble Outcast - 1991 - PolyGram
- 69-80 - 1994 - Sonodisc
- Folon - 1995 - Mango
- Rail Band - 1996
- Seydou Bathili - 1997 - Sonodisc
- Papa - 1999 - Blue Note
- Mama - 2000 - Capitol
- Sosie - 2001 - Mellemfolkeligt
- Moffou - 2002 - Universal Jazz France
- The Best of the Early Years - 2002 - Wrasse
- Remixes from Moffou - 2004 - Universal Jazz France
- M'Bemba - 2005 - Universal Jazz France
- The Lost Album - 2005 (Original released: 1980) - Cantos
- La différence (Emarcy ,2009)
- Anthology, 2011
- Talé - Universal, con Philippe Cohen-Solal, 2012
- Un Autre Blanc, 2018

## Filmografia

### Attore
- Suivez mon regard
- Les Guérisseurs, regia di Sidiki Bakaba (1988)
- L'Enfant lion
- Il pallone d'oro
- La Genèse